# Phytometra viridaria
Noctuelle couleur de bronze
Espèce
Phytometra viridaria, la Noctuelle couleur de bronze, est une espèce de Lépidoptères de la famille des Erebidae et du genre Phytometra, originaire d'Eurasie.

## Répartition
L'espèce est présente dans toute l'Europe ainsi qu'en Asie de l'Ouest.

## Biologie

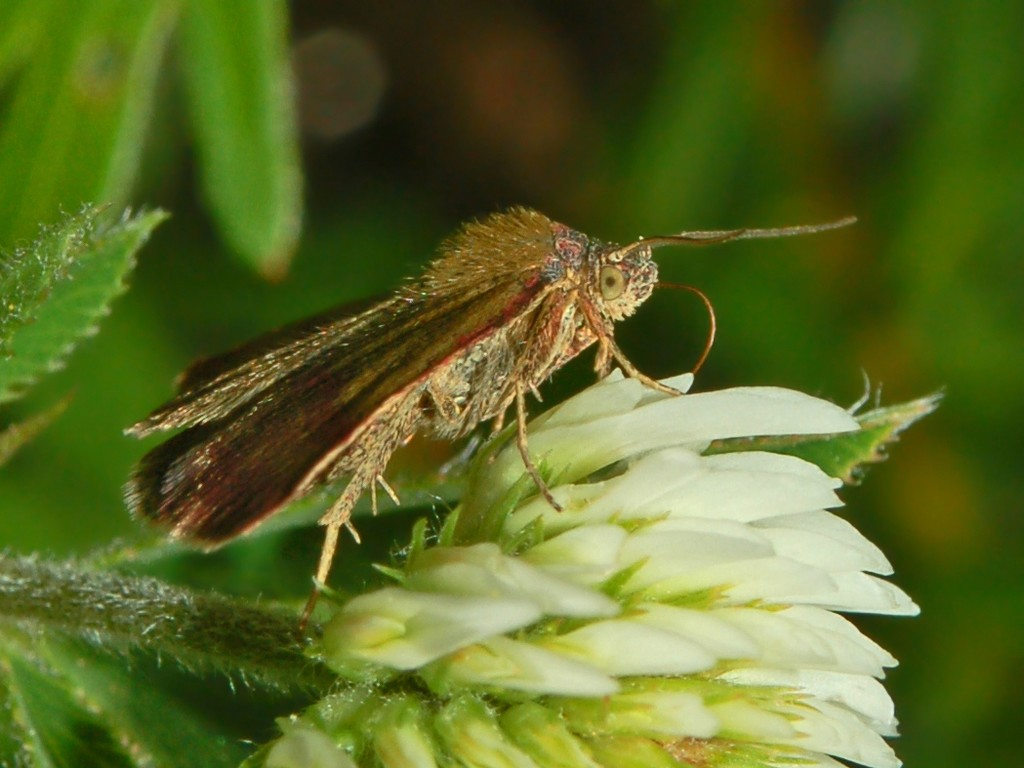
Phytometra viridaria, adulte de profil.

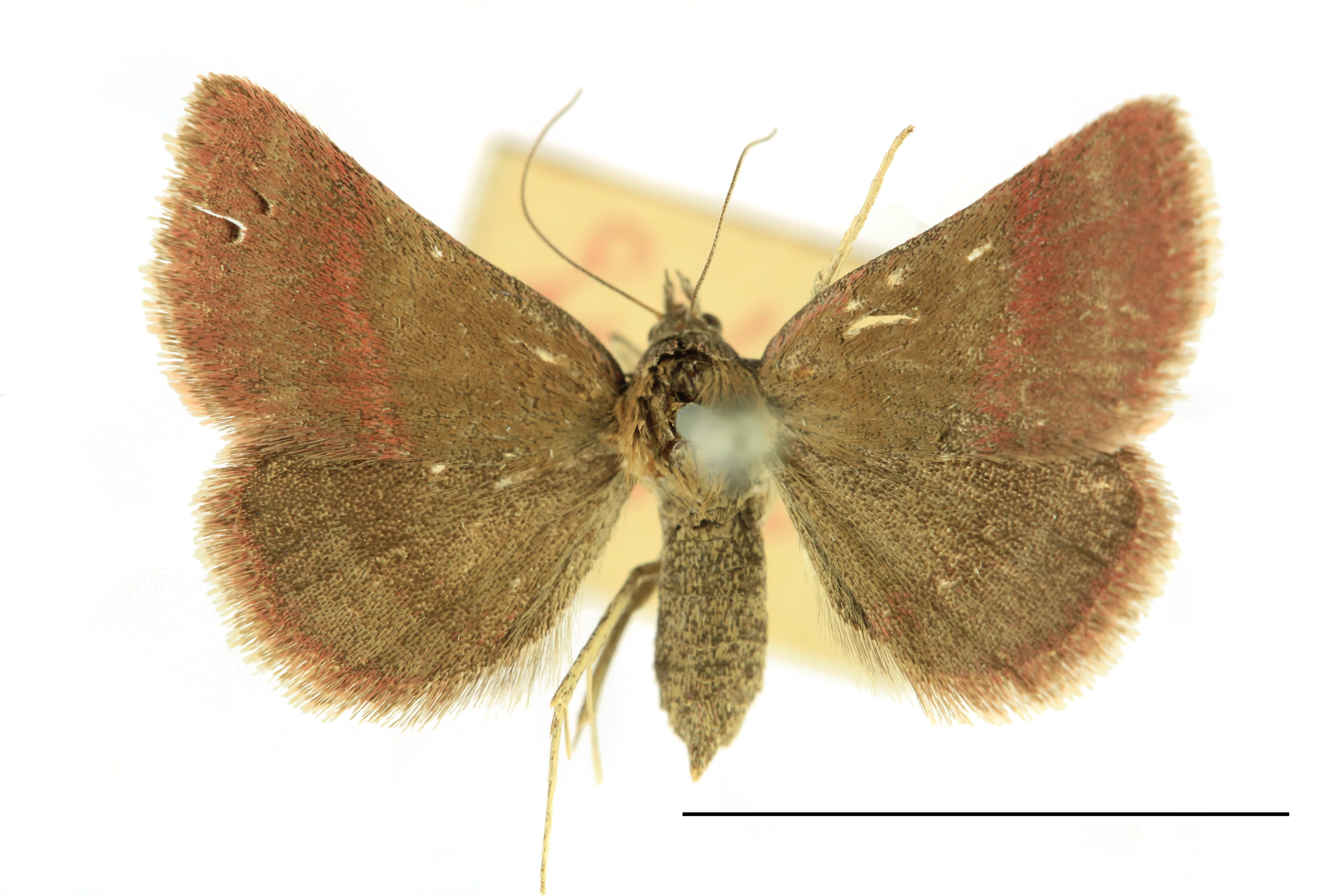
Phytometra viridaria, adulte aux ailes déployées.

La Noctuelle couleur de bronze, adulte, peut aussi bien se rencontrer le jour, butinant les fleurs à la manière de certaines pyrales, que la nuit, attirée par les sources lumineuses. Elle affectionne principalement les landes et clairières sèches. La période de vol s'étend de mai à septembre. C'est une espèce univoltine ou bivoltine suivant la latitude.
Les chenilles consomment les feuilles de Polygala serpyllifolia, Polygala vulgaris et Pedicularis sylvatica.

## Systématique
Le nom scientifique complet (avec auteur) de ce taxon est Phytometra viridaria (Clerck, 1759). L'espèce a été initialement classée dans le genre Phalaena sous le protonyme Phalaena viridaria, par le naturaliste suédois Carl Alexander Clerck, en 1759.
Ce taxon porte en français le nom normalisé « Noctuelle couleur de bronze »,.
Phytometra viridaria a pour synonymes :
- Antarchaea viridaria (Clerck, 1759)
- Anthophila aenea (Denis & Schiffermüller, 1775)
- Cidaria viridaria (Clerck, 1759)
- Noctua aenea Denis & Schiffermüller, 1775
- Phalaena laccata Scopoli, 1763
- Phalaena viridaria Clerck, 1759
- Phytometra aenea (Denis & Schiffermüller, 1775)
- Phytometra laccata (Scopoli, 1763)
- Prothymia viridaria (Clerck, 1759)